# Ekstraklasa kobiet w tenisie stołowym (2005/2006)
Ekstraklasa kobiet w tenisie stołowym 2005/2006 – 58. edycja rozgrywek pierwszego poziomu ligowego kobiet w Polsce. Brało w niej udział 7 drużyn.
Triumfatorem rozgrywek został KTS Elpe Eltex Tarnobrzeg, który w meczach finałowych pokonał GLKS Mago Wanzl Scania Nadarzyn. Brązowy medal zdobył KU AZS AE Wrocław.

## System rozgrywek
Rozgrywki prowadzone były z udziałem 7 drużyn i były podzielone na dwie fazy: zasadniczą i play-off.
Faza zasadnicza składa się z dwóch rund. Pierwsza runda rozgrywana jest systemem każdy z każdym. W drugiej rundzie gospodarzami spotkań w drugiej rundzie są drużyny, które w pierwszej rundzie w meczu pomiędzy tymi samymi drużynami grały na wyjazdach. Za zwycięstwo drużyny otrzymują 2 punkty, zaś za porażkę nie otrzymują punktów.
Do fazy play-off awansują 4 drużyny. W półfinałach zostaną rozegrane dwumecze. Pary zostaną ustalone na podstawie tabeli po rundzie zasadniczej (1-4, 2-3). Zwycięzcy półfinałów awansują do finału, gdzie zostanie rozegrany dwumecz, a gospodarzem pierwszego meczu będzie drużyna z niższego miejsca po fazie zasadniczej. Drużyna, która wygra finał otrzyma tytuł Drużynowego Mistrza Polski kobiet, puchar i złote medale, a zespół pokonany w finale otrzyma puchar i srebrne medale. Drużyny, które odpadły w półfinałach, zagrają w rywalizacji o 3. miejsce, a jej zwycięzca otrzyma brązowy medal.
Każdy mecz składa się z 3-5 gier rozgrywanych kolejno na jednym stole. Mecz kończy się wraz z uzyskaniem przez jedną drużyn trzech zwycięstw. Układ gier w meczu.
| 1. gra | 2. gra | 3. gra | 4. gra | 5. gra |
| ------ | ------ | ------ | ------ | ------ |
| A–X    | B–Y    | C–Z    | A–Y    | B–X    |

## Kluby
| Klub                                    | Sezon 2004/2005 |
| --------------------------------------- | --------------- |
| AJD Print Cycero Rolnik AZS Częstochowa | Wicemistrz      |
| GLKS Mago Wanzl Scania Nadarzyn         | 6. miejsce      |
| KS Bronowianka Kraków                   | 4. miejsce      |
| KTS Elpe Eltex Tarnobrzeg               | Mistrz          |
| KU AZS AE Wrocław                       | 3. miejsce      |
| LUKS Orneta                             | Awans z 1. ligi |
| MKSTS Polkowice                         | Awans z 1. ligi |

## Faza zasadnicza
| Poz. | Drużyna                                 | M  | Z  | P  | Pojedynki | Punkty |
| ---- | --------------------------------------- | -- | -- | -- | --------- | ------ |
| 1.   | KTS Elpe Eltex Tarnobrzeg               | 12 | 11 | 1  | 33:18     | 22     |
| 2.   | KS Bronowianka Kraków                   | 12 | 9  | 3  | 29:18     | 18     |
| 3.   | GLKS Mago Wanzl Scania Nadarzyn         | 12 | 8  | 4  | 29:15     | 16     |
| 4.   | KU AZS AE Wrocław                       | 12 | 6  | 6  | 24:25     | 12     |
| 5.   | AJD Print Cycero Rolnik AZS Częstochowa | 12 | 5  | 7  | 23:24     | 10     |
| 6.   | LUKS Orneta                             | 12 | 4  | 8  | 15:31     | 8      |
| 7.   | MKSTS Polkowice                         | 12 | 0  | 12 | 4:36      | 0      |

     Awans do półfinału

## Play-off
|  |          |                                 |          |                                 |          |                      |   |                           |       |       |       |       |
|  | Półfinał | Półfinał                        | Półfinał | Półfinał                        | Półfinał |                      |   | Finał                     | Finał | Finał | Finał | Finał |
|  | Półfinał | Półfinał                        | Półfinał | Półfinał                        | Półfinał |                      |   | Finał                     | Finał | Finał | Finał | Finał |
|  |          |                                 |          |                                 |          |                      |   |                           |       |       |       |       |
|  |          |                                 |          |                                 |          |                      |   |                           |       |       |       |       |
|  | 1        | KTS Elpe Eltex Tarnobrzeg       | 3        | 3                               |          |                      |   |                           |       |       |       |       |
|  | 1        | KTS Elpe Eltex Tarnobrzeg       | 3        | 3                               |          |                      |   |                           |       |       |       |       |
|  | 4        | KU AZS AE Wrocław               | 1        | 0                               |          |                      |   |                           |       |       |       |       |
|  | 4        | KU AZS AE Wrocław               | 1        | 0                               |          |                      | 1 | KTS Elpe Eltex Tarnobrzeg | 2     | 3     | 2     |       |
|  |          |                                 |          |                                 |          |                      | 1 | KTS Elpe Eltex Tarnobrzeg | 2     | 3     | 2     |       |
|  |          |                                 | 3        | GLKS Mago Wanzl Scania Nadarzyn | 3        | 1                    | 3 |                           |       |       |       |       |
|  | 2        | KS Bronowianka Kraków           | 3        | GLKS Mago Wanzl Scania Nadarzyn | 3        | 1                    | 3 | 3                         | 1     | 0     |       |       |
|  | 2        | KS Bronowianka Kraków           |          |                                 |          |                      |   |                           |       | 0     |       |       |
|  | 3        | GLKS Mago Wanzl Scania Nadarzyn | 2        | 3                               | 3        |                      |   |                           |       |       |       |       |
|  | 3        | GLKS Mago Wanzl Scania Nadarzyn | 2        | 3                               | 3        | Mecz o brązowy medal |   |                           |       |       |       |       |
|  |          |                                 |          |                                 |          |                      |   |                           |       |       |       |       |
|  |          |                                 |          |                                 |          |                      |   |                           |       |       |       |       |
|  |          |                                 |          |                                 |          |                      |   |                           |       |       |       |       |
|  | 2        | KS Bronowianka Kraków           | 3        | 1                               | 0        |                      |   |                           |       |       |       |       |
|  | 2        | KS Bronowianka Kraków           | 3        | 1                               | 0        |                      |   |                           |       |       |       |       |
|  | 4        | KU AZS AE Wrocław               | 2        | 3                               | 3        |                      |   |                           |       |       |       |       |
|  | 4        | KU AZS AE Wrocław               | 2        | 3                               | 3        |                      |   |                           |       |       |       |       |

### Półfinały
| Gospodarze                      | Wynik       | Goście                          |
| 1. półfinał                     | 1. półfinał | 1. półfinał                     |
| ------------------------------- | ----------- | ------------------------------- |
| KU AZS AE Wrocław               | 1:3         | KTS Elpe Eltex Tarnobrzeg       |
| GLKS Mago Wanzl Scania Nadarzyn | 2:3         | KS Bronowianka Kraków           |
| 2. półfinał                     |             |                                 |
| KTS Elpe Eltex Tarnobrzeg       | 3:0         | KU AZS AE Wrocław               |
| KS Bronowianka Kraków           | 1:3         | GLKS Mago Wanzl Scania Nadarzyn |
| 3. półfinał                     |             |                                 |
| GLKS Mago Wanzl Scania Nadarzyn | 3:0         | KS Bronowianka Kraków           |

### Mecz o 3. miejsce
| Gospodarze            | Wynik | Goście                |
| --------------------- | ----- | --------------------- |
| KS Bronowianka Kraków | 0:3   | KU AZS AE Wrocław     |
| KU AZS AE Wrocław     | 3:1   | KS Bronowianka Kraków |

### Finał
| Gospodarze                      | Wynik | Goście                          |
| ------------------------------- | ----- | ------------------------------- |
| GLKS Mago Wanzl Scania Nadarzyn | 3:2   | KTS Elpe Eltex Tarnobrzeg       |
| KTS Elpe Eltex Tarnobrzeg       | 3:1   | GLKS Mago Wanzl Scania Nadarzyn |
| GLKS Mago Wanzl Scania Nadarzyn | 3:2   | KTS Elpe Eltex Tarnobrzeg       |

## Medaliści
| Lp. | Drużyna                         |
| --- | ------------------------------- |
| 1.  | GLKS Mago Wanzl Scania Nadarzyn |
| 2.  | KTS Elpe Eltex Tarnobrzeg       |
| 3.  | KU AZS AE Wrocław               |